# Karl Münchinger
Karl Münchinger (Stoccarda, 29 maggio 1915 – Stoccarda, 13 marzo 1990) è stato un direttore d'orchestra tedesco.
Ha studiato alla Musikhochschule di Stoccarda, sua città natale, ed al Conservatorio di Lipsia, svolse per alcuni anni professione di organista e maestro del coro a Stoccarda.
Nel 1941 fu nominato direttore dell'orchestra sinfonica della Bassa Sassonia ad Hannover, incarico che ha ricoperto per due anni.
Nel 1945, alla fine della guerra, fondò l'orchestra da camera di Stoccarda, che in breve tempo acquistò rinomanza internazionale nell'interpretazione di musiche di compositori classici e moderni.
L'orchestra compì numerose tournée in Europa, e Russia, e realizzò importanti incisioni discografiche.
Ha fatto il suo debutto americano a San Francisco nel 1953.
Sotto la sua guida l'orchestra ha inciso per la Decca numerose registrazioni, soprattutto durante il 1950 e il 1960, della produzione di Bach: tra queste, i "Concerti Brandeburghesi" (3 volte), la Suite per Orchestra, "La Passione secondo Matteo", la "St. John Passion", l'"Offerta Musicale", e l'"Oratorio di Natale".
Fondò nel 1966 la Klassiche Philharmonie di Stoccarda, estese il suo repertorio anche alla musica sinfonica.
Nel 1977, con la "Stuttgart Chamber Orchestra Ensemble" è stato il primo tedesco a visitare la Repubblica 
Cinese.
Fu un grande interprete, dopo aver guidato molte tournée in Europa ed in America, si ritirò nel 1988,
due anni prima della sua morte.